# Prîberejne, Sudak
Prîberejne (în ucraineană Прибережне) este un sat în comuna Soneacina Dolîna din orașul regional Sudak, Republica Autonomă Crimeea, Ucraina.

## Demografie
Componența lingvistică a localității Prîberejne
     Rusă (66,67%)
     Ucraineană (33,33%)
Conform recensământului din 2001, majoritatea populației localității Prîberejne era vorbitoare de rusă (66,67%), existând în minoritate și vorbitori de ucraineană (33,33%).